# Calisto loxias
Calisto loxias är en fjärilsart som beskrevs av Bates 1935. Calisto loxias ingår i släktet Calisto och familjen praktfjärilar. Inga underarter finns listade i Catalogue of Life.